# Coppa del Re (rugby a 15)
La Coppa di Sua Maestà il Re di rugby, più informalmente Coppa del Re di rugby (in spagnolo Copa de Su Majestad el Rey de rugby), è la Coppa nazionale di rugby a 15 di Spagna.
Si tratta della più antica manifestazione rugbistica ufficiale per club, essendo stata istituita nel 1926; le sue prime sette edizioni furono valide come campionato nazionale poi, dal 1941, terminata la guerra civile spagnola e sotto la denominazione di Campeonato del Generalísimo (in onore di Francisco Franco, dittatore spagnolo che tenne il potere fino alla morte avvenuta nel 1975), divenne la coppa di Spagna; dal 1977, con il ritorno della democrazia e l'assunzione del trono di Spagna da parte di Juan Carlos di Borbone, la competizione assunse il nome di Coppa del Re.
Fino a fine anni sessanta la competizione fu vinta solo da formazioni dell'area di Madrid o della Catalogna; la vittoria del 1968 dei baschi del CA San Sebastián aprì una nuova stagione che in seguito vide affermarsi anche altre città come Valencia e Valladolid.
Fin dalla sua prima edizione la formula del torneo si conclude con un incontro di finale per l'assegnazione della Coppa; la squadra che vanta il maggior numero di titoli vinti è il Barcellona, sezione rugbistica dell'omonimo club calcistico, che si è aggiudicata 16 trofei, 3 dei quali validi per il titolo di campione di Spagna.

## Albo d'oro
| Edizione | Edizione | Vincitore                                          | Finalista                                          | Risultato finale                                   |                                                    |
| -------- | -------- | -------------------------------------------------- | -------------------------------------------------- | -------------------------------------------------- | -------------------------------------------------- |
| 1ª       | 1925-26  | Barcellona                                         | Academia de Infantería de Toledo                   | 19-0                                               |                                                    |
| 1927-28  | 1927-28  | Non disputato                                      | Non disputato                                      | Non disputato                                      | Non disputato                                      |
| 2ª       | 1929-30  | Barcellona                                         | Real Madrid                                        | 39-3                                               |                                                    |
| 3ª       | 1930-31  | Santboiana                                         | Real Madrid                                        | 12-6                                               |                                                    |
| 4ª       | 1931-32  | Barcellona                                         | Real Madrid                                        | 20-3                                               |                                                    |
| 5ª       | 1932-33  | Santboiana                                         | Real Madrid                                        | 24-6                                               |                                                    |
| 6ª       | 1933-34  | Real Madrid                                        | FUE Valencia                                       | 14-6                                               |                                                    |
| 7ª       | 1934-35  | Gimnástica                                         | FUE Valencia                                       | 11-3                                               |                                                    |
| 1936-40  | 1936-40  | Non disputato a causa della guerra civile spagnola | Non disputato a causa della guerra civile spagnola | Non disputato a causa della guerra civile spagnola | Non disputato a causa della guerra civile spagnola |

| Edizione | Edizione | Vincitore        | Finalista         | Risultato finale |
| -------- | -------- | ---------------- | ----------------- | ---------------- |
| 8ª       | 1940-41  | SEU Madrid       | Espanyol          | 14-10            |
| 9ª       | 1941-42  | Barcellona       | SEU Madrid        | 17-8             |
| 10ª      | 1942-43  | Santboiana       | Tavernes          | 16-0             |
| 11ª      | 1943-44  | Barcellona       | SEU Madrid        | 9-0              |
| 12ª      | 1944-45  | Barcellona       | SEU Madrid        | 3-0              |
| 13ª      | 1945-46  | Barcellona       | SEU Madrid        | 23-13            |
| 14ª      | 1946-47  | SEU Madrid       | Barcellona        | 16-3             |
| 15ª      | 1947-48  | Santboiana       | SEU León          | 13-9             |
| 16ª      | 1948-49  | Atlético Madrid  | Santboiana        | 8-3              |
| 17ª      | 1949-50  | Barcellona       | Atlético Madrid   | 10-3             |
| 18ª      | 1950-51  | Barcellona       | Atlético Madrid   | 14-0             |
| 19ª      | 1951-52  | Barcellona       | Atlético Madrid   | 10-3             |
| 20ª      | 1952-53  | Barcellona       | Atlético Madrid   | 6-3              |
| 21ª      | 1953-54  | SEU Madrid       | CN Barcellona     | 16-3             |
| 22ª      | 1954-55  | Barcellona       | Atlético Madrid   | 10-0             |
| 23ª      | 1955-56  | Barcellona       | Santboiana        | 6-3              |
| 24ª      | 1956-57  | CN Barcellona    | Barcellona        | 8-0              |
| 25ª      | 1957-58  | Santboiana       | Barcellona        | 11-9             |
| 26ª      | 1958-59  | Santboiana       | Picadero Juventud | 20-14            |
| 27ª      | 1959-60  | Santboiana       | CN Barcellona     | 8-3              |
| 28ª      | 1960-61  | Santboiana       | CN Barcellona     | 3-0              |
| 29ª      | 1961-62  | Santboiana       | Atlético Madrid   | 6-3              |
| 30ª      | 1962-63  | CN Barcellona    | Santboiana        | 3-0              |
| 31ª      | 1963-64  | Canoe            | Santboiana        | 3-0              |
| 32ª      | 1964-65  | Barcellona       | BUC               | 3-0              |
| 33ª      | 1965-66  | Canoe            | BUC               | 12-0             |
| 34ª      | 1966-67  | Cisneros         | Santboiana        | 14-3             |
| 35ª      | 1967-68  | CA San Sebastián | Barcellona        | 8-6              |
| 36ª      | 1968-69  | Cisneros         | Barcellona        | 11-8             |
| 37ª      | 1969-70  | Canoe            | CA San Sebastián  | 17-13            |
| 38ª      | 1970-71  | Canoe            | El Salvador       | 6-3              |
| 39ª      | 1971-72  | CA San Sebastián | CN Barcellona     | 31-10            |
| 40ª      | 1972-73  | CA San Sebastián | Arquitectura      | 21-13            |
| 41ª      | 1973-74  | Canoe            | CA San Sebastián  | 13-9             |
| 42ª      | 1974-75  | CA San Sebastián | CDU Valladolid    | 14-0             |
| 43ª      | 1975-76  | Arquitectura     | CAU Madrid        | 24-12            |

| Edizione | Edizione  | Vincitore         | Finalista            | Risultato finale |
| -------- | --------- | ----------------- | -------------------- | ---------------- |
| 44ª      | 1976-77   | CAU Madrid        | Cisneros             | 26-6             |
| 45ª      | 1977-78   | CAU Madrid        | Arquitectura         | 22-9             |
| 46ª      | 1978-79   | Cisneros          | Valencia             | 26-14            |
| 47ª      | 1979-80   | Arquitectura      | CAU Madrid           | 19-0             |
| 48ª      | 1980-81   | Arquitectura      | Canoe                | 25-7             |
| 49ª      | 1981-82   | Cisneros          | Arquitectura         | 7-6              |
| 50ª      | 1982-83   | Barcellona        | CAU Madrid           | 27-12            |
| 51ª      | 1983-84   | Arquitectura      | Barcellona           | 12-10            |
| 52ª      | 1984-85   | Barcellona        | CDU Valladolid       | 36-7             |
| 53ª      | 1985-86   | Arquitectura      | Valencia             | 27-12            |
| 54ª      | 1986-87   | Olímpico Pozuelo  | Cisneros             | 26-10            |
| 55ª      | 1987-88   | Arquitectura      | Canoe                | 21-12            |
| 56ª      | 1988-89   | Santboiana        | Liceo Francés Madrid | 25-9             |
| 57ª      | 1989-90   | Getxo             | Santboiana           | 28-7             |
| 58ª      | 1990-91   | Getxo             | Guernica             | 32-15            |
| 59ª      | 1991-92   | Getxo             | Barcellona           | 20-9             |
| 60ª      | 1992-93   | El Salvador       | Getxo                | 13-6             |
| 61ª      | 1993-94   | Ciencias          | Arquitectura         | 32-12            |
| 62ª      | 1994-95   | Ciencias          | Getxo                | 37-25            |
| 63ª      | 1995-96   | Ciencias          | Valladolid           | 28-13            |
| 64ª      | 1996-97   | Getxo             | Ciencias             | 37-19            |
| 65ª      | 1997-98   | Valladolid        | Canoe                | 36-16            |
| 66ª      | 1998-99   | El Salvador       | Canoe                | 27-19            |
| 67ª      | 1999-2000 | Santboiana        | El Salvador          | 36-15            |
| 68ª      | 2000-01   | Club de Rugby UCM | Liceo Francés Madrid | 37-20            |
| 69ª      | 2001-02   | Club de Rugby UCM | Valladolid           | 23-15            |
| 70ª      | 2002-03   | Club de Rugby UCM | Alcobendas           | 11-10            |
| 71ª      | 2003-04   | Bera Bera         | Santboiana           | 47-38            |
| 72ª      | 2004-05   | El Salvador       | Getxo                | 29-8             |
| 73ª      | 2005-06   | El Salvador       | Valladolid           | 34-9             |
| 74ª      | 2006-07   | El Salvador       | Santboiana           | 29-16            |
| 75ª      | 2007-08   | CRC Pozuelo       | El Salvador          | 36-31            |
| 76ª      | 2008-09   | CRC Pozuelo       | Ciencias             | 34-26            |
| 77ª      | 2009-10   | Valladolid        | La Vila              | 33-17            |
| 78ª      | 2010-11   | El Salvador       | Valladolid           | 13-0             |
| 79ª      | 2011-12   | Ordizia           | El Salvador          | 30-27            |
| 80ª      | 2012-13   | Ordizia           | Valladolid           | 27-17            |
| 81ª      | 2013-14   | Valladolid        | Independiente        | 40-18            |
| 82ª      | 2014-15   | Valladolid        | Cisneros             | 33-15            |
| 83ª      | 2015-16   | El Salvador       | Valladolid           | 13-9             |
| 84ª      | 2016-17   | Santboiana        | El Salvador          | 16-9             |
| 85ª      | 2017-18   | Valladolid        | El Salvador          | 20-16            |
| 87ª      | 2018-19   | Alcobendas        | Barcellona           | 24-23            |
| 88ª      | 2019-20   | Alcobendas        | El Salvador          | 24-18            |
| 89ª      | 2020-21   | Alcobendas        | Burgos               | 37-13            |
| 90ª      | 2021-22   | El Salvador       | Ciencias             | 27-26            |

### Vittorie per club
| Club             | Vittorie | Edizioni |
| ---------------- | -------- | --- |
| Barcellona       | 16       | 1925-26, 1929-30, 1931-32, 1941-42, 1943-44, 1944-45, 1945-46, 1949-50, 1950-51, 1951-52, 1952-53, 1954-55, 1955-56, 1964-65, 1982-83, 1984-85 |
| Santboiana       | 12       | 1930-31, 1932-33, 1942-43, 1947-48, 1957-58, 1958-59, 1959-60, 1960-61, 1961-62, 1988-89, 1999-2000, 2016-17                                   |
| CRC Pozuelo      | 10       | 1963-64, 1965-66, 1969-70, 1970-71, 1973-74, 2000-01, 2001-02, 2002-03, 2007-08, 2008-09                                                       |
| El Salvador      | 8        | 1992-93, 1998-99, 2004-05, 2005-06, 2006-07, 2010-11, 2015-16, 2021-22                                                                         |
| Arquitectura     | 6        | 1975-76, 1979-80, 1980-81, 1983-84, 1985-86, 1987-88                                                                                           |
| Valladolid       | 5        | 1997-98, 2009-10, 2013-14, 2014-15, 2017-18 |
| Cisneros         | 4        | 1966-67, 1968-69, 1978-79, 1981-82 |
| CA San Sebastián | 4        | 1967-68, 1971-72, 1972-73, 1974-75 |
| Getxo            | 4        | 1989-90, 1990-91, 1991-92, 1996-97 |
| SEU Madrid       | 3        | 1940-41, 1946-47, 1953-54 |
| Ciencias         | 3        | 1993-94, 1994-95, 1995-96 |
| Alcobendas       | 3        | 2018-19, 2019-20, 2020-21 |
| CN Barcellona    | 2        | 1956-57, 1962-63 |
| CAU Madrid       | 2        | 1976-77, 1977-78 |
| Ordizia          | 2        | 2011-12, 2012-13 |
| Real Madrid      | 1        | 1933-34 |
| Gimnástica       | 1        | 1934-35 |
| Atlético Madrid  | 1        | 1948-49 |
| Olímpico Pozuelo | 1        | 1986-87 |
| Bera Bera        | 1        | 2003-04 |

### Vittorie per federazione regionale
| Federazione regionale          | Vittorie | Club |
| ------------------------------ | -------- | --- |
| Federazione madrilena          | 32       | CRC Pozuelo (10) Arquitectura (6) Cisneros (4) Alcobendas (3) SEU Madrid (3) CAU Madrid (2) Atlético Madrid (1) Gimnástica (1) Olímpico Pozuelo (1) Real Madrid (1) |
| Federazione catalana           | 30       | Barcellona (16) Santboiana (12) CN Barcellona (2) |
| Federazione castiglianoleonese | 13       | El Salvador (8) Valladolid (5) |
| Federazione basca              | 11       | Getxo (4) CA San Sebastián (4) Ordizia (2) Bera Bera (1) |
| Federazione andalusa           | 3        | Ciencias (3) |